# Condado de Lee (Misisipi)

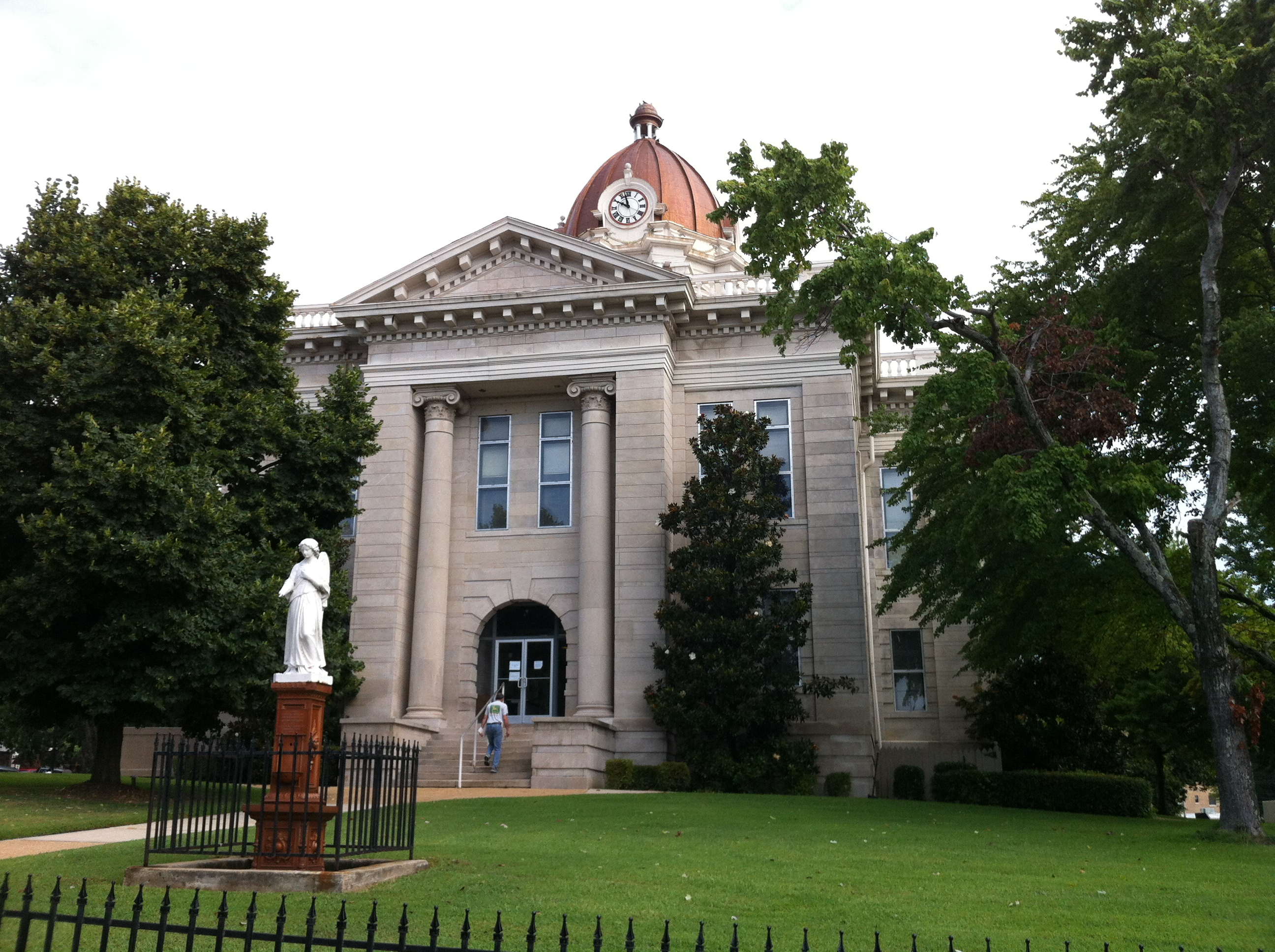
Fachada sur del palacio de justicia del Condado de Lee, Misisipi en Tupelo, Misisipi, tomada el 5 de agosto de 2013.

El condado de Lee (en inglés Lee County) es un condado situado en el estado de Misisipi. A partir del año 2000, la población era de 75.755 (aunque una estimación de población 2007 situó la población en 80.349). La sede del condado es Tupelo. Es el más grande en la Estadística de Área Micropolitan del condado de Tupelo. Recibe su nombre en conmemoración del General Robert E. Lee.